# Michael Andretti
Michael Mario Andretti (Bethlehem, Pennsylvania, 1962. október 5. –) amerikai autóversenyző, rövid ideig a McLaren Formula–1-es csapat pilótája. Az 1978-as világbajnok, Mario Andretti fia. Michael fia, Marco szintén autóversenyző.

## Pályafutása

### Karrierje korai szakasza
Andretti 1980-ban a Formula-Ford-sorozatban kezdte autóversenyzői karrierjét. 1982-ben a Super Vee verseny 11 futamából 6-ot megnyert, és ezzel a bajnokságon is az első helyen végzett. Ezután a Champ Car Atlantic Championship-be ment, ahol szintén megnyerte a bajnokságot.
1983-ban debütált a CART-sorozatban, édesapjával együtt részt vett a Le Mans-i 24 órás versenyen, ahol a harmadik helyen végeztek. 1984-ben ötödik lett első Indy 500-as versenyen, és ezzel együtt megkapta az Év Újonca elismerést is.

### Formula–1
Andretti 1993-ban debütált a Formula–1-ben a McLaren-Ford csapatában. Csapattársa Ayrton Senna volt. A szezon utolsó versenyeire a McLaren lecserélte Andrettit Mika Häkkinenre, mert állítólag túl sok autót tört össze. Legjobb eredménye az Olasz Nagydíjon elért 3. hely volt.

### Vissza a CART-ba
Miután 1993-ban a McLaren kitette Andrettit a csapattól, Michael 1994-ben visszatért a CART-sorozatba. Első versenyét az ausztráliai Surfers Paradise-ban nyerte meg. A CART karrierjét 2002-ben hagyta abba, amikor megnyerte a Long Beachen megrendezett nagydíjat. Ez volt karrierje 42. CART-győzelme, amivel a mai napig 3. az örökranglistán. Előtte csak édesapja, Mario Andretti (52 győzelem) és A. J. Foyt (67 győzelem) található ezen a listán.
Michael Andretti karrierjének csúcspontja egyértelműen 1991-es CART-bajnoki címe. A nehéz évkezdet után kilenc futamgyőzelmével és három további dobogós helyezésével fölényesen, összesen 234 pontot gyűjtve söpörte be a címet a Newman-Haas csapat színeiben.
Ugyan CART-bajnok csak egyszer lett, de állandóan a legjobbak között láthattuk. Ezüstérmet szerzett az év végi elszámolásnál 1986-ban, 1987-ben, 1990-ben, 1992-ben és 1996-ban is. Harmadik helyen végzett 1989-ben és utolsó nagy dobásaként még 2001-ben is. Érdekesség és óriási teljesítmény Andrettivel kapcsolatban, hogy 1986-os első futamgyőzelmét követően – az 1993-as Forma 1-es kitérőt leszámítva – 2002-es utolsó teljes szezonjáig minden évben legalább egy versenyt meg tudott nyerni, bármelyik csapatnál is versenyzett. Egészen egyedülálló sorozat.
Tizenhatszor próbált szerencsét az Indiananapolisi 500 mérföldes versenyen, nyernie egyszer sem sikerült, de háromszor is dobogós helyen végzett. Legutóbb a 2006-os futamon lett harmadik, három évvel azután, hogy felhagyott az aktív versenyzéssel. 2007 végén aztán végleg szögre akasztotta sisakját és már csak saját csapata menedzselésével és irányításával foglalkozik.

### IndyCar
2001 és 2007 között főleg csak az Indianapolis 500 miatt indult a bajnokságban, de 2003-ban 4 futam erejéig a bajnokság tagja volt. Legjobb eredménye két 3. hely (2001, 2006). 2003 óta inkább csak saját csapatával az Andretti Autosporttal foglalkozik. Jelenleg 4 autót versenyeztet a bajnokságban.
Csapatfőnökként eddig négy egyéni bajnoki címet szerzett. Tony Kanaannal 2004-ben, Dan Wheldonnal 2005-ben, Dario Franchittivel 2007-ben és Ryan Hunter-Reayel 2012-ben, míg az Indianapolis 500-on öt egyéni győzelmet szerzett csapatvezetőként: Dan Wheldon (2005), Dario Franchitti (2007), Ryan Hunter-Reay (2014), Alexander Rossi (2016), Takuma Sato (2017)

## Eredményei

### Teljes Formula–1-es eredménysorozata
(Táblázat értelmezése)

(Félkövér: pole-pozícióból indult; dőlt: leggyorsabb kört futott) 

| Év   | Csapat  | 1      | 2      | 3      | 4      | 5     | 6     | 7      | 8     | 9      | 10     | 11     | 12    | 13    | 14  | 15  | 16  | Helyezés | Pont |
| ---- | ------- | ------ | ------ | ------ | ------ | ----- | ----- | ------ | ----- | ------ | ------ | ------ | ----- | ----- | --- | --- | --- | -------- | ---- |
| 1993 | McLaren | RSA Ki | BRA Ki | EUR Ki | SMR Ki | ESP 5 | MON 8 | CAN 14 | FRA 6 | GBR Ki | GER Ki | HUN Ki | BEL 8 | ITA 3 | POR | JPN | AUS | 11.      | 7    |